# کوین سیرو
کوین سیرو (فرانسوی: Kévin Sireau‎؛ زادهٔ ۱۸ آوریل ۱۹۸۷) دوچرخه‌سوار اهل فرانسه است.
وی در مسابقات کشوری و بین‌المللی در مجموع برندهٔ ۱ مدال طلا، ۱ مدال برنز شده‌است.